# Keskinenrivier (Norrbottens län)
De Keskinenrivier is een rivier binnen de Zweedse  provincie Norrbottens län. De rivier verzamelt haar water uit de plaatselijke moerasen en stroomt zuidwaarts. Een kilometer voordat zij het Ylinen Ylinenjärvi instroomt ontvangt ze nog water uit de Puistisrivier.